# Meinrad Pichler

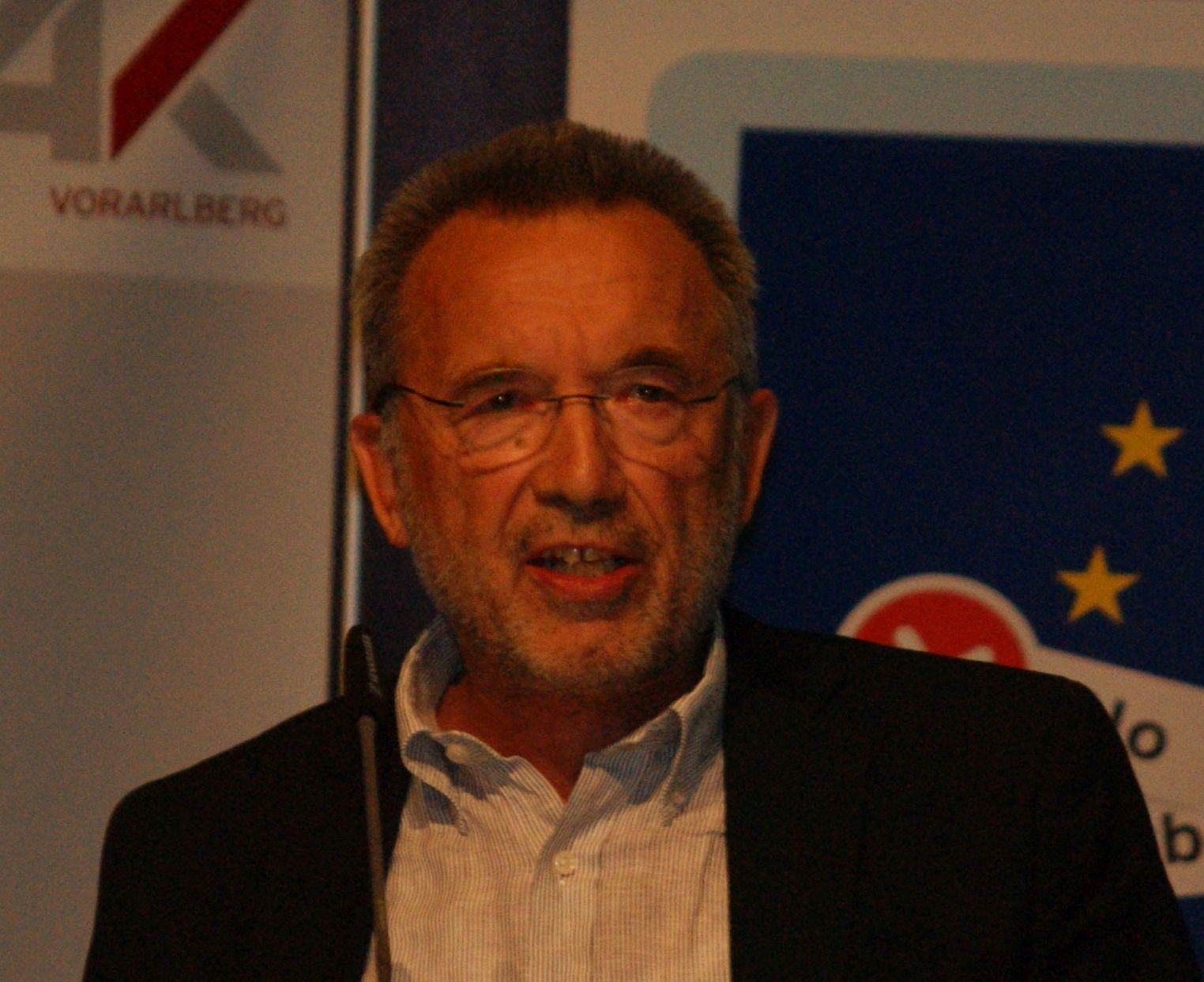
Meinrad Pichler (2018)

Meinrad Pichler (* 18. November 1947 in Hörbranz) ist ein österreichischer Mittelschullehrer und Historiker. Neben zahlreichen landesgeschichtlichen Publikationen stammt aus seiner Feder auch der 3. Band einer neuen umfassenden Vorarlberger Landesgeschichte (1861–2015).

## Leben
Pichler studierte Germanistik und Geschichte an der Universität Wien und begann nach Abschluss des Lehramtsstudiums am Bundesrealgymnasium und Bundesoberstufenrealgymnasium Dornbirn-Schoren seine Unterrichtstätigkeit. Von 1994 bis zu seiner Pensionierung 2010 fungierte er als Direktor des Bundesgymnasiums Gallusstraße in Bregenz, war 1995 bis 1998 Mitglied des Projekts „Schule in Bewegung“ beim Bundesministerium für Unterricht und Kunst und Leiter der Direktorenfortbildung im Bereich des Landesschulrats für Vorarlberg. Lehraufträge an verschiedenen Hochschulen.
Mit dem von Pichler 1983 herausgegebenen Sammelband „Nachträge zur neueren Vorarlberger Landesgeschichte“ begann eine erste kritische Aufarbeitung der nationalsozialistischen Herrschaft in Vorarlberg, ihrer Vorgeschichte und ihrer Nachwirkungen. Entsprechend gehörte er auch 1982 zu den Mitbegründern des zeithistorischen Vereins Johann-August-Malin-Gesellschaft.
Von 1974 bis 1977 war Pichler ehrenamtlicher Geschäftsführer der „Gruppe Vorarlberger Kulturproduzenten“, welche die Bregenzer Randspiele durchführte. 1979 wurde er zum Gründungsobmann der Vorarlberger LehrerInitiative (VLI), der ersten parteiunabhängigen Lehrervertretung in Österreich, gewählt.
Seit 2008 verfasst er regelmäßig Kommentare in der Tageszeitung Vorarlberger Nachrichten zu zeitgeschichtlichen und aktuellen politischen Themen.

## Auszeichnungen
- 2014 Vorarlberger Wissenschaftspreis

## Schriften (Auswahl)
- als Hrsg.: Nachträge zur neueren Vorarlberger Landesgeschichte. Fink’s Verlag, Bregenz 1983. (online/download)
- mit Hermann Brändle, Gernot Egger-Kiermayr, Harald Walser: Von Herren und Menschen. Verfolgung und Widerstand in Vorarlberg 1933-1945. Bregenz 1985 (online/download)
- mit Harald Walser: Die Wacht am Rhein. Alltag in Vorarlberg während der NS-Zeit. Vorarlberger Autoren-Gesellschaft, Bregenz 1988, ISBN 3-900754-02-0. (online/download)
- mit Werner Dreier: Vergebliches Werben. Vorarlberger Anschlussversuche an die Schweiz und an Schwaben (1918–1920). Bregenz 1989, ISBN 3-900754-05-5. (online/download)
- Bei der Arbeit. Bilder aus der Vorarlberger Arbeitswelt von 1880 bis 1938. Russ, Bregenz 1989, ISBN 3-85258-011-0. (online/download)
- Auswanderer. Von Vorarlberg in die USA 1800–1938. Vorarlberger Autoren-Gesellschaft, Bregenz 1993, ISBN 3-900754-13-6.
- mit Werner Bundschuh, Harald Walser: Wieder Österreich! Befreiung und Wiederaufbau – Vorarlberg 1945. Vorarlberger Autorengesellschaft, Bregenz 1995, ISBN 3-900754-16-0. (online/download)
- Hunger, Verdrängungshilfe und Sehnsucht. Von der „Festwoche“ zu den „Festspielen“. In: Andrea Meuli (Hrsg.): Die Bregenzer Festspiele. Salzburg 1995, S. 159–170.
- Quergänge. Vorarlberger Geschichte in Lebensläufen. Bucher Druck Verlag, Hohenems 2007, ISBN 978-3-902612-33-5.
- Nationalsozialismus in Vorarlberg. Opfer – Täter – Gegner. Studien-Verlag, Innsbruck 2012, ISBN 978-3-7065-5030-7.
- Aus dem Montafon an den Mississippi. Amerika-AuswandererInnen aus dem Montafon. Verlag Heimatverein Montafon, Schruns 2013, ISBN 978-3-902225-55-9.
- Das Land Vorarlberg 1861 bis 2015. Geschichte Vorarlbergs Bd. 3. Innsbruck 2015.
- Menschen In Bewegung. Lebenswege und Zeitläufte. Bregenz 2017.